# 1984 (рекламний ролик)
«1984» — американський телевізійний рекламний ролик про персональний комп'ютер Apple Macintosh. Його автори — Стів Хейден, Брент Томас і Лі Клоу з рекламної компанії Chiat\Day, продюсером виступила нью-йоркська продюсерська компанія Fairbanks Films, а режисером — Рідлі Скотт. Англійська спортсменка Аня Мейджор зіграла роль неназваної героїні, а Девід Грем — роль Старшого Брата. Вперше ролик транслювали на місцевому каналі міста Твін-Фоллс, штат Айдахо, 31 грудня 1983 року, в останній перерві до півночі на KMVT. Реклама отримала нагороду Clio Awards 1984. Другий телевізійний ефір, і єдиний національний, відбувся 22 січня 1984 року, під час трансляції матчу Супербоул XVIII на CBS.
У ролику «1984» неназвана героїня, яка зображала прихід Macintosh (її позначили білою безрукавкою зі стилізованим штриховим малюнком комп'ютера Macintosh від Apple) уособлювала порятунок людства від «однаковості» (послухання Старшому Брату). Такий сюжет є відсилкою на відомий роман Джорджа Орвелла «Тисяча дев'ятсот вісімдесят четвертий» 1949 року, в якому описувалося дистопічне майбутнє, яким керував «Старший Брат» по телебаченню. Правонаступники творів Джорджа Орвелла та власники телевізійних прав на роман «Тисяча дев'ятсот вісімдесят четвертий» вважали рекламний ролик порушенням авторських прав і у квітні 1984 року надіслали до Apple і Chiat\Day лист про «припинення та відмову».
Спочатку ролик був предметом суперечок в Apple, але згодом його визнали епохальним твором та шедевром у рекламі. 1995 року премія Clio Awards додала його до свого Залу слави, а журнал Advertising Age поставив на перше місце у списку 50 найкращих рекламних роликів.

## Сюжет
Реклама розпочинається антиутопічним індустріальним зображенням у блакитних та сіруватих тонах. Колона людей невизначеної статі марширує в унісон довгим тунелем, за нею з телеекрану стежить Старший Брат та веде пропагандистську промову. Це різко контрастує із зображенням бігунки (Ані Мейджор). Вона виглядає як олімпійська легкоатлетка, вдягнена у спортивну форму (червоні спортивні шорти, кросівки, біла безрукавка з кубічним зображенням комп'ютера Macintosh від Apple, біла пов'язка для поту на лівому зап'ясті та червона на правому) та несе велику латунну кувалду. Колони маршируючих прислужників нагадують початкові сцени «Метрополіса».
Героїню переслідують чотири поліцейських (імовірно, агентів Поліції думок), які вдягнені у чорну форму, мають захисне спецспорядження, шоломи із козирками та озброєні великими палицями. Вона біжить до великого екрана, на якому Старший Брат (Девід Грем) виступає з промовою.
Бігунка наближається до телеекрана й кидає в нього молот саме в той момент, коли Старший Брат оголошує: «Ми переможемо!» Настає метушня, всюди світло й дим — глядачі приголомшені.
Закінчується відео озвученою цитатою, яка прокручується на фоні туманних наслідків «бунту»: «24 січня, Apple Computer представить Macintosh. І ви побачите, чому 1984-й не буде як 1984-й».
Екран стає чорним після озвучення цитати, і з'являється логотип Apple з веселкою.

## Реакція

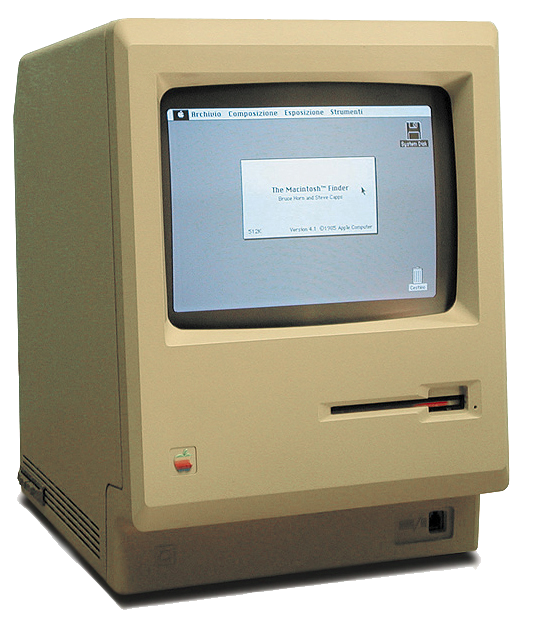
Перший Macintosh (1984), The Macintosh 128K

Артдиректор Брент Томас заявив, що Apple хотіла, аби щось «зупинило Америку і змусило людей подумати про комп'ютери, подумати про Macintosh». Після продажів на 3,5 мільйона доларів одразу після реклами, Томас оцінив ці зусилля як «абсолютно успішні». «Ми також вирішили розбити старий міф, ⁣що комп'ютер нас поневолить», — сказав він. «Ми не казали, що комп'ютер нас звільнить — я не знаю, як таке вийде. Тож це була суто маркетингова позиція».

### Нагороди
- 1984: Clio Awards[en]
- 1984: 31-й Міжнародний фестиваль реклами Cannes Lions — Гран-прі[14]
- 1995: Clio Awards — занесення в Зал слави
- 1995: Advertising Age — найкраща реклама[11]
- 1999: TV Guide — найкращий рекламний ролик всіх часів[15]
- 2003: WFA[en] — Премія Залу слави (Ювілейна золота нагорода)
- 2007: Найкраща реклама Super Bowl (за 40-річну історію гри)[16]

Ролик зайняв 38-ме місце у списку «100 найкращих телевізійних реклам» від каналу Channel 4 2000 року.